# Fergania polyantha
Fergania polyantha – gatunek rośliny z rodziny selerowatych (Apiaceae). Jest jedynym przedstawicielem monotypowego rodzaju Fergania, przy czym w niektórych ujęciach bywa włączany do rodzaju zapaliczka (Ferula). Gatunek ten występuje w Azji Centralnej: w Kirgistanie, Tadżykistanie i Uzbekistanie.